# Мінюї (видавництво)
Мінюї (фр. Les Éditions de Minuit) — французьке видавництво, засноване в Парижі у 1941 році під час нацистської окупації Жаном Брюллером (псевдонім Веркор) та П'єром Лекюром. У 1942 році вийшла друком перша книжка — «Мовчання моря» (фр. "Le Silence de la mer"), підписана псевдонімом Веркор. Її наклад становив 250 примірників. Видавництво з самого початку було близьке до Руху Опору. Тут в обхід окупаційної цензури друкувалися 25 французьких авторів. Директором видавництва з 1948 року впродовж 50 років був Жером Лендон.
Після війни в «Мінюі» публікуються майже всі автори «Нового роману»: Мішель Бютор, Робер Пенже, Ален Роб-Ґріє, Марґеріт Дюрас, Клод Сімон.
Серед авторів видавництва також багато визначних французьких філософів, соціологів, культурологів: Моріс Бланшо, Жорж Батай, Жак Дерріда, П'єр Бурдьє, Жіль Дельоз та ін.
У дев'яностих роках XX століття з'явилася нова плеяда дуже своєрідних письменників, які розвинули традиції «нового роману»: Ерік Шевіяр, Франсуа Бон, Жан-Філіпп Туссен, Жан Ешноз, Крістіан Остер, Ів Раве та ін.
Два автори видавництва здобули Нобелівську премію з літератури: Клод Сімон, Семюел Беккет.